# كوري إن ذا هاوس
كورى إن ذا هاوس أو كورى في البيت الأبيض (بالإنجليزية: Cory in the House)‏ هو مسلسل أمريكي يمثل المسرحية الهزلية من إنتاج قناة ديزنى الأمريكية

## القصة
يتعرض الفتى «كوري باكستر» لأحداث مثيرة، بعد انتقاله برفقة والده من ولاية كاليفورنيا إلى العاصمة الأمريكية واشنطون؛ ليتولى والده وظيفة كبير الطهاة في البيت الأبيض، والطباخ الخاص للرئيس الأمريكي.
في البيت الأبيض، تجمع الصداقة بين «كوري» و«صوفي مارتينيز»، ابنة الرئيس الأمريكي، البالغة من العمر 8 أعوام، كما يصبح صديقا لـ «مينا باروم»، ابنة أحد السفراء بأمريكا، و«نيويت ليفينجستون»، ابن أحد أعضاء مجلس الشيوخ «سناتور».

## الشخصيات
كورى باكستار : بطل أحداث المسلسل، حيث ينتقل مع والده من كاليفورنيا إلى البيت الأبيض، بعد أن أصبح والده كبيرًا للطهاة، والطباخ الخاص للرئيس وتجمعه الصداقة بـ «نيويت ليفينجستون»، ابن أحد أعضاء مجلس الشيوخ الأمريكي، و«مينا باروم»، ابنة أحد السفراء، رغم ما وقع بينهما من صدام عند لقائهما للمرة الأولى.
يثير «كوري» دائمًا اهتمام «صوفي مارتينيز»، ابنة الرئيس الأمريكي، وبمرور الوقت يصبحان صديقين وهو يحب الموسيقى، ويتمتع بحس موسيقي عالٍ، ويكون مع أصدقائه فرقة موسيقية
نيويت ليفين جوستن : الصديق المقرب لـ «كوري باكستر»، محور الأحداث وبطل المسلسل ووالده عضو بمجلس الشيوخ الأمريكي، ووالدته تشغل منصبا رفيعًا في القضاء الأمريكي ويحب الموسيقى كثيرًا، ويجيد العزف على الجيتار، وهو أحد أعضاء الفرقة الموسيقية التي أسسها «كوري» وهو شخصية مرحة وناضجة، وينجح دائمًا في الحصول على ما يسعى إليه ولا يرغب أبدًا في القيادة، ويختلق الأعذار دائمًا للتهرب من ذلك، وهو الأمر الذي يزعج والده كثيرًا.
مينا باروم : ابنة أحد السفراء بالولايات المتحدة الأمريكية، وتجمعها الصداقة بـ «كوري باكستر»، بطل أحداث المسلسل، رغم الخلاف الذي وقع بينهما في أول لقاء جمع بينهما وتحب دائمًا ارتداء الملابس الأمريكية والاستماع موسيقى الروك التي لا يحبها والدها ولم يكن والدها راضيًا في البداية على علاقتها بـ «كوري» و«نيويت»، إلا أنه يقتنع بصداقتهما لها بعد تأكده أنهما صديقين جيدين وتحظى بمراقبة دائمة من جانب ابن رئيس المخابرات الأمريكية.
صوفى مارتينيز : ابنة رئيس الولايات المتحدة الأمريكية، وتبلغ من العمر 8 أعوام وبمرور الوقت، تصبح صديقة لـ «كوري»، ابن كبير الطهاة بالبيت الأبيض وتحمل شخصية مزدوجة، ففي حين تبدو منعزلة وانطوائية بل ومسببة لضيق كثيرين، إلا أنها في أحيان أخرى تبدو طيبة ورقيقة ويلقبها الناس بـ «الملاك الأمريكي»، وتستمد أهميتها من كونها ابنة الرئيس الأمريكي.
ريتشادر ماتينز : هو رئيس الولايات المتحدة الأمريكية في المسلسل وهو والد صوفى
فيكتور باكستر : هو رئيس طهاة البيت الأبيض ووالد كورى باكستر

## روابط خارجية
- كوري إن ذا هاوس على موقع IMDb (الإنجليزية)
- كوري إن ذا هاوس على موقع ميتاكريتيك (الإنجليزية)
- كوري إن ذا هاوس على موقع روتن توميتوز (الإنجليزية)
- كوري إن ذا هاوس على موقع فيلمافينيتي (الإسبانية)
- كوري إن ذا هاوس على موقع كينوبويسك (الروسية)
- كوري إن ذا هاوس على موقع ألو سيني (الفرنسية)
- كوري إن ذا هاوس على موقع قاعدة بيانات الفيلم (الإنجليزية)